# Kołoząb (gromada)
Kołoząb – dawna gromada, czyli najmniejsza jednostka podziału terytorialnego Polskiej Rzeczypospolitej Ludowej w latach 1954–1972.
Gromady, z gromadzkimi radami narodowymi (GRN) jako organami władzy najniższego stopnia na wsi, funkcjonowały od reformy reorganizującej administrację wiejską przeprowadzonej jesienią 1954 do momentu ich zniesienia z dniem 1 stycznia 1973, tym samym wypierając organizację gminną w latach 1954–1972.
Gromadę Kołoząb z siedzibą GRN w Kołozębiu utworzono – jako jedną z 8759 gromad na obszarze Polski – w powiecie płońskim w woj. warszawskim, na mocy uchwały nr VI/10/14/54 WRN w Warszawie z dnia 5 października 1954. W skład jednostki weszły obszary dotychczasowych gromad Bolęcin, Drożdżyn, Jędrzejewo, Kołoząb, Kuchary Żydowskie, Pruszkowo i Ślepowrony ze zniesionej gminy Sochocin w tymże powiecie. Dla gromady ustalono 18 członków gromadzkiej rady narodowej.
1 stycznia 1959 do gromady Kołoząb przyłączono wieś Idzikowice ze znoszonej gromady Królewo w tymże powiecie.
Gromadę zniesiono 1 stycznia 1969, a jej obszar włączono do gromady Sochocin w tymże powiecie.